# Antoine Esquiva
Pas d'image ? Cliquez ici

a Compétitions nationales et continentales officielles uniquement.

Antoine Esquiva, né le 12 juillet 1934 à Moux et mort le 25 février 2012 à Castelnau-le-Lez, est un joueur de rugby à XV et de  rugby à XIII évoluant au poste d'arrière, de demi de mêlée ou de demi d'ouverture dans les années 1950 et 1960.
Il a joué de nombreuses années au sein du même club, le FC Lézignan, remportant de nombreux succès avec celui-ci : deux titres de Championnat de France en 1961 et 1963, et deux titres de Coupe de France en 1960 et 1966.

## Biographie
Antoine Esquiva est issu d'une famille de réfugiés d'origine espagnole andalouse habitant Moux et travaille dans ses jeunes années dans les vignes. Il joue en parallèle au rugby à XV dans le club de Capendu avant de changer de code et rejoindre le FC Lézignan. Titulaire régulier dans ce club durant une décennie, il prend une part active dans les titres remportés par ce club : Championnat de France en 1961 et 1963, et deux titres de Coupe de France en 1960 et 1966.
Après sa carrière sportive, il devient entraîneur de rugby à XIII au sein des clubs de Ferrals, Ornaisons et Homps, et devient actif au sein de la municipalité de Moux en étant président de la Maison de la Jeunesse et la Culture, et adjoint du maire dans les années 1970 .
Il est le grand-père de Camille Esquiva, professeur de lettres et artiste-peintre membre de l’annuaire Artistes d’Occitanie.

## Palmarès
- Collectif : 
  - Vainqueur du Championnat de France : 1961 et 1963 (Lézignan).
  - Vainqueur de la Coupe de France : 1960 et 1966 (Lézignan).
  - Finaliste du Championnat de France : 1959 (Lézignan).
  - Finaliste de la Coupe de France : 1961 (Lézignan).

### Statistiques
| Saison    | Saison   | Championnat           | Championnat | Championnat | Championnat | Championnat | Championnat | Championnat | Coupe           | Coupe      | Coupe | Coupe | Coupe | Coupe | Coupe |
| Saison    | Saison   | Comp.                 | Class.      | M           | Pts         | Ess.        | Buts        | Dp.         | Comp.           | Class.     | M     | Pts   | Ess.  | Buts  | Dp.   |
| --------- | -------- | --------------------- | ----------- | ----------- | ----------- | ----------- | ----------- | ----------- | --------------- | ---------- | ----- | ----- | ----- | ----- | ----- |
| 1956-1957 | Lézignan | Championnat de France | 12e         | ?           | -           | -           | -           | -           | Coupe de France | 1/2 finale | ?     | -     | -     | -     | -     |
| 1957-1958 | Lézignan | Championnat de France | 5e          | ?           | -           | -           | -           | -           | Coupe de France | 1/4 finale | ?     | -     | -     | -     | -     |
| 1958-1959 | Lézignan | Championnat de France | Finaliste   | ?           | -           | -           | -           | -           | Coupe de France | 1/4 finale | ?     | -     | -     | -     | -     |
| 1959-1960 | Lézignan | Championnat de France | 6e          | ?           | -           | -           | -           | -           | Coupe de France | Vainqueur  | ?     | -     | -     | -     | -     |
| 1960-1961 | Lézignan | Championnat de France | Vainqueur   | ?           | -           | -           | -           | -           | Coupe de France | Finaliste  | ?     | -     | -     | -     | -     |
| 1961-1962 | Lézignan | Championnat de France | 1/4 finale  | ?           | -           | -           | -           | -           | Coupe de France | 1/2 finale | ?     | -     | -     | -     | -     |
| 1962-1963 | Lézignan | Championnat de France | Vainqueur   | ?           | -           | -           | -           | -           | Coupe de France | ?          | ?     | -     | -     | -     | -     |
| 1963-1964 | Lézignan | Championnat de France | 1/4 finale  | ?           | -           | -           | -           | -           | Coupe de France | 1/4 finale | ?     | -     | -     | -     | -     |
| 1964-1965 | Lézignan | Championnat de France | 1/4 finale  | ?           | -           | -           | -           | -           | Coupe de France | 1/4 finale | ?     | -     | -     | -     | -     |
| 1965-1966 | Lézignan | Championnat de France | 1/4 finale  | ?           | -           | -           | -           | -           | Coupe de France | Vainqueur  | ?     | -     | -     | -     | -     |
| 1966-1967 | Lézignan | Championnat de France | 1/4 finale  | ?           | -           | -           | -           | -           | Coupe de France | 1/8 finale | ?     | -     | -     | -     | -     |
| 1967-1968 | Lézignan | Championnat de France | 1/4 finale  | ?           | -           | -           | -           | -           | Coupe de France | 1/4 finale | ?     | -     | -     | -     | -     |